# Pimpla azteca
Pimpla azteca (лат.) — вид ихневмоноидных наездников рода пимплы из подсемейства Pimplinae (Ichneumonidae, Hymenoptera). Неотропика, в том числе, Мексика, Перу, Колумбия.

## Описание
Перепончатокрылые насекомые-ихневмониды, которые от близких мексиканских видов отличаются следующими признаками: мезоскутум одноцветный желтовато-оранжевый; метасома преимущественно оранжевая, в крайнем случае только передние края тергитов 1—4 узко черноватые; переднее крыло с большим чёрным субапикальным пятном, но задний и дистальный края крыла гиалиновые. Вершина верхнего клапана яйцеклада с вестгиальным волнистым дорсальным краем, довольно резко закруглённым на вершине. Вид был впервые описан в 1874 году американским энтомологом Э. Т. Крессоном старшим (Ezra Townsend Cresson, senior; 1838—1926).